# The Slaughter Rule
The Slaughter Rule es una película independiente, estrenada el 8 de enero de 2003 (Nueva York) y que en español se le tituló Tiro de Gracia. Está protagonizada por Ryan Gosling y David Morse. La película, ambientada en Montana contemporánea, explora la relación entre un jugador de fútbol de secundaria (Gosling) y su entrenador con problemas (Morse). La película estuvo nominada por Grand Jury Prize en el Festival de cine de Sundance en 2002.

## Trama
Roy Chutney es un estudiante de último año de secundaria en la ciudad ficticia de Blue Springs, en Montana. Roy no tiene una relación especialmente estrecha con su madre Evangelina y no ha visto a su padre en años. Eso no evita que Roy se sienta emocionalmente devastado cuando se entera de que su padre se suicidó, y la autoestima de Roy recibe una paliza cuando poco después lo excluyen del equipo de fútbol de la escuela secundaria. Roy pasa su tiempo bebiendo cerveza con su mejor amiga, Tracy Two Dogs, y teniendo un romance con Skyla, una camarera en una taberna local, pero el poco tiempo de Roy en la parrilla de la escuela secundaria parece haber impresionado a Gideon Ferguson, un local, que entrena un equipo de fútbol de seis jugadores de una escuela secundaria no autorizada cuando no está repartiendo periódicos o tratando de conseguir un concierto cantando canciones country en honky-tonks cercanos. Gideon cree que Roy tiene potencial y le pide que se una a su equipo; animado por la creencia de Gideon en el, Roy acepta y convence a Tracy y a su amigo Russ para que le acompañen. Si bien jugar fútbol americano de seis jugadores ayuda a restaurar la confianza en sí mismo de Roy, descubre que no responde sus preguntas sobre su futuro o su relación con Skyla. Cuando el abrumador interés de Gideon en Roy comienza a dar crédito a los rumores de la ciudad de que Gideon es gay, Roy comienza a preguntarse por qué le pidieron que se uniera al equipo.

## Reparto
| Actor        | Personaje          |
| ------------ | ------------------ |
| Ryan Gosling | Roy Chutney        |
| Amy Adams    | Doreen             |
| David Morse  | Gideon Ferguson    |
| Clea DuVall  | Skyla Sisco        |
| Kelly Lynch  | Evangeline Chutney |
| Eddie Spears | Tracy Two Dogs     |

## Producción
Jay Farrar, fundador de las bandas Uncle Tupelo y Son Volt, compuso la banda sonora de la película.
La filmación tomó lugar en Great Falls, Montana y una serie de pequeñas ciudades en la gran proximidad del Niágara.
El título de la película viene del término "regla de masacre", una alternativa menos acostumbrada a lo más conocido como "regla de misericordia." 